# Personaggi di Shonan junai gumi - La banda dell'amore puro di Shonan
Questa è la lista dei personaggi presenti nel manga e nel relativo adattamento animato Shonan junai gumi - La banda dell'amore puro di Shonan di Tōru Fujisawa.

## Eikichi Onizuka
Eikichi Onizuka (鬼塚英吉?, Onizuka Eikichi): è uno studente liceale e membro del duo Oni-Baku. È un famigerato teppista e rissaiolo, con solitamente una pettinatura a banana ed i capelli tinti di biondo, look che cambia solo quando cerca di assumere un aspetto più intellettuale. È vergine e, insieme al suo amico Ryuji, tenta in un tutti i modi di corteggiare le ragazze che incontra, andando puntualmente incontro a rifiuti. Vive inizialmente con sua madre ma in seguito verrà sfrattato e si trasferirà in un angusto monolocale con Ryuji. Eikichi ha un grande cuore e malgrado il suo carattere rozzo, si prodiga sempre ad aiutare le persone e gli amici nei guai. Eikichi guida una Kawasaki Zephyr 1100, ma è anche il legittimo proprietario della leggendaria moto di Masaki, la Kawasaki Z2, portata poi da Eikichi a 900cc sostituendo il motore originale con quello di una Z1.
Viene introdotto nel capitolo 1 del manga e nell'episodio 1 dell'OAV.

## Ryuji Danma
Ryuji Danma (弾間龍二?, Danma Ryūji): è uno studente liceale ed è un membro del duo Oni-Baku. È abilissimo nelle risse e viene soprannominato "Ragazzo Bomba" da una lettura diversa dei kanji del suo cognome, proviene da una famiglia normale da cui viene ostracizzato a causa dei continui comportamenti ribelli, trovando solo nella sorella qualcuno che l'appoggia. È inizialmente vergine e, come Eikichi, viene quasi sempre respinto dalle ragazze che corteggia finché non riesce ad avere una relazione con la sua professoressa Ayumi, da cui viene lasciato a causa della troppa differenza d'età tra i due e per l'immaturità del ragazzo. In seguito stringe un rapporto con Nagisa Nagase che salva dalle grinfie di Junya Akutsu, ex-ragazzo di Nagisa e nuovo capo dei Midnight Angels, con cui andrà a vivere insieme fuggendo dalle loro famiglie. Vive inizialmente con i suoi genitori, trasferendosi poi in un autobus abbandonato insieme a Nagisa e, in seguito alla rimozione del bus, poi con Eikichi in un monolocale. Ryuji possiede una Honda CBX 400F.
Viene introdotto nel capitolo 1 del manga e nell'episodio 1 dell'OAV.

## Toshiyuki Saejima
Toshiyuki Saejima (冴島俊行?, Saejima Toshiyuki): noto come "Il cane rabbioso di Kamakura", formava un duo insieme al suo migliore amico Jun Kamata che controllava l'intero istituto Tsujido. Proprio per confermare la loro egemonia, si scontrano con il duo Oni-Baku ricorrendo anche a mezzi sleali e brutali, conficcando matite nelle narici delle vittime. Dopo esser stati sconfitti dagli Oni-Baku, la coppia decise di unirsi alla loro gang. Saejima ha un viso brutto e minaccioso, per questo quasi tutte le ragazze sono spaventate quando lo vedono e lo scambiano per uno yakuza. Proviene da una famiglia normale, che è spaventata a morte da lui. Saejima guida una Yamaha XJ-R.
Viene introdotto nel capitolo 25 del manga e nell'episodio 2 dell'OAV.

## Jun Kamata
Jun Kamata (鎌田純?, Kamata Jun): è un ragazzo biondo e persona più forte dello Tsujido insieme al suo amico Saejima, ma, nonostante i mezzi sleali utilizzati, viene battuto da Ryuji. Kamata viene mostrato come incredibilmente forte, capace di battere intere bande quando è di cattivo umore. Ha un fratello più giovane, Kaoru, che causa un sacco di malintesi visto che si fa passare per ragazza. Ha passato la sua infanzia in un campo statunitense insieme al suo migliore amico Natsu e la sorella maggiore di quest'ultimo, sognando di creare una band insieme e di fuggire da quel posto, ma la ragazza venne violentata da una banda e questo evento la portò al suicidio. Natsu allora uccise i colpevoli, ma Jun chiamò alcuni adulti che lo portarono via, mentre il suo amico lo chiamava "Traditore". In seguito all'arrivo di Natsu a Yokohama, Kamata va alla ricerca del suo vecchio amico per fermarlo e convincerlo a rinunciare la vendetta ma, durante lo scontro con la Cavalleria di Yokohama, Natsu viene ucciso. In seguito Jun lascia Shōnan per andare negli Stati Uniti, onorando una promessa che aveva fatto al suo amico, dove lavora in un bar. Kamata guida una Honda Steed.
Viene introdotto nel capitolo 25 del manga e nell'episodio 2 dell'OAV.

## Ayumi Murakoshi
Ayumi Murakoshi (村越鮎美?, Murakoshi Ayumi): è una professoressa dell'istituto Tsujido e brevemente fidanzata di Ryuji. Incontra il duo Oni-Baku insieme all'amica e collega Mariko sull'isola di Yoron durante una vacanza dove entrambi i gruppi si fingono studenti universitari. Ayumi e Mariko stringeranno amicizia subito con i due ragazzi dopo che il duo le aveva salvate da un gruppo di importunatori, ma romperanno subito i rapporti con loro dopo aver scoperto che in realtà i due sono teppisti e non studenti universitari come avevano detto di essere. Entrambi i gruppi si incontrano nuovamente allo Tsujido dove le due ragazze sono in realtà professoresse mentre i due ragazzi studenti della scuola. Malgrado ciò il rapporto tra Ayumi e Ryuji inizia a crescere e continua per diverso tempo fino all'intervento di Fumiya Shindoji, il fratello dell'ex-fidanzato di Ayumi, che ha visto questo nuovo rapporto della ragazza come un'offesa al defunto fratello. Dopo essere stata rapita dalla banda di Fumiya, viene salvata da Ryuji che le chiede di sposarlo. Ayumi realizza però che non vuole privare Ryuji delle sue esperienze giovanili, e lo lascia andando via in treno. Ritorna a Shōnan per un breve periodo per incontrare nuovamente Ryuji e per dirgli che è andata avanti ed ha trovato un nuovo fidanzato.
Viene introdotta nel capitolo 1 del manga e nell'episodio 1 dell'OAV.

## Mariko Izumo
Mariko Izumo (出雲真理子?, Izumo Mariko): è una professoressa dello Tsujido, incontra gli Oni-Baku sull'isola di Yoron durante una vacanza insieme all'amica Ayumi, che cerca di spingere tra le braccia di Ryuji sperando di farle dimenticare l'ex-fidanzato ormai deceduto da tempo. Viene più volte ricattata e minacciata da Eikichi, che pensa sia la sua chance di fare sesso, ma la ragazza riuscirà sempre a respingerlo. È inoltre la figlia di un boss della Yakuza, e un ex-membro della banda di Kadena Nao, detta "Purple Haze".
Viene introdotta nel capitolo 1 del manga e nell'episodio 1 dell'OAV.

## Shinomi Fujisaki
Shinomi Fujisaki (藤崎志乃美?, Fujisaki Shinomi): in passato era una grassa e poco attraente ragazza che fu difesa da Eikichi. Shinomi riappare come una bellissima ragazza che si fidanza con Takezawa Akira della banda Idaten. Dopo che Takezawa finisce in ospedale a seguito dello scontro con Eikichi e lui rompe con lei, si tinge i capelli di biondo e diventa amica della banda degli Oni-Baku. Rimane attratta da Eikichi per tutta la serie, ma il ragazzo la vede come una sorella e non sembra voler iniziare una relazione con lei. Diventa amica di Nagisa, e le si vedono spesso insieme. Shinomi è forte e decisa, e viene spesso paragonata come personalità alla versione femminile di Eikichi. Eikichi a volte pensa a lei come "ultima speranza" di perdere la sua verginità. La ragazza lo reputa depravato e rozzo, denigrandolo e litigandoci davanti a tutti, ma i suoi amici son ben consapevoli dei suoi veri sentimenti e cercano sempre di indurla a dichiararsi a Onizuka.
Viene introdotta nel capitolo 75 del manga e nell'episodio 5 dell'OAV.

## Nagisa Nagase
Nagisa Nagase (長瀬渚?, Nagase Nagisa): è una ragazza che lavora come cameriera in un ristorante di pesce, catturando immediatamente l'attenzione di Ryuji con la sua provocante divisa. Anche se sembra dolce e innocente, si scopre che soffre di disturbo dissociativo dell'identità, e ha una parte cattiva e violenta che si fa chiamare Yasha venutasi a creare dopo le violenze subite da Junya Akutsu che ritiene il suo fidanzato. Yasha è un membro dei Midnight Angels che tenta di far risorgere eliminando tutti gli avversari che possono intromettersi tra Junya ed il controllo di Shōnan. Con l'aiuto di Ryuji, di cui si innamora, Nagisa riesce ad eliminare la sua seconda personalità liberandosi dall'influsso di Junya. In seguito fuggirà dalla sua famiglia per rimanere con Ryuji ed andando a vivere in un pullman abbandonato. Durante questo periodo diventa molto amica di Shinomi. Tornerà, dopo la rimozione del bus, a casa dei propri genitori e inizierà a studiare psicologia.
Viene introdotta nel capitolo 92 del manga e nell'episodio 4 dell'OAV.

## Tsuyoshi Tsukai
Tsuyoshi Tsukai (塚井強?, Tsukai Tsuyoshi): è uno studente dello Tsujido e compagno degli Oni-Baku. È un forte combattente ed è molto fedele ai suoi amici, non esitando mai a gettarsi nella mischia per aiutarli. È innamorato di Yui Ito, la persona a cui tiene di più, arrivando anche a scontrarsi con Eikichi e con dei suoi vecchi senpai per difenderla. In seguito riuscirà a fidanzarsi con lei. È stato uno studente del liceo Enoshima e kohai di Kunito Nakajo, oltre che un membro dei "Shitennou" (lett. Quattro Divini Imperatori) che indica i quattro membri più forti dell'Enoshima.
Viene introdotto nel capitolo 6 del manga e nell'episodio 2 dell'OAV.

## Makoto Hashiri
Makoto Hashiri (走真?, Hashiri Makoto): è uno studente e primo amico di Eikichi e Ryuji allo Tsujido. Makoto è un membro fedele del duo proponendo sempre nuovi modi per abbordare ragazze. Si vanta molto della sua amicizia con Eikichi e Ryuji, cosa che usa soprattutto per fare lo spaccone con gli altri teppisti, ma non sempre gli va bene e capita che si metta nei guai. A causa del suo passato da sottoposto di Saejima e Kamata, da cui veniva continuamente schernito, tenta sempre di favorirsi l'aiuto e l'amicizia delle persone più forti. Ha molto successo con le ragazze finché non incontrerà Mami, una ragazza da cui sembra aspetti un figlio. A causa di questo viene costretto ad assumersi le proprie responsabilità decidendo di fuggire con la ragazza per costruire una vita insieme. Dopo aver scoperto che Mami non è incinta, continua comunque a frequentarla. Makoto è uno dei personaggi che ha cambiato più spesso pettinatura durante la serie.
Viene introdotto nel capitolo 6 del manga e nell'episodio 1 dell'OAV.

## Katsuyuki Tsumoto
Katsuyuki Tsumoto (津元克幸?, Tsumoto Katsuyuki): Katsuyuki, soprannominato "Ka-chan" dagli amici, è il leader del K.T. Butai (Katsuyuki Tsumoto Fighting Group), una sorta di "sotto-unità" della banda degli Oni-Baku, composta da Yasuo, Atsushi, Saegusa, Kitamura e numerosi altri studenti. Ha un temperamento aggressivo e violento, si arrabbia infatti facilmente, e questo crea un sacco di guai. In passato è stato un rivale di Eikichi, combattendo tre volte contro di lui ma perdendo sempre. Nonostante ciò lo prenderà come suo modello ed idolo, facendosi in suo onore la cicatrice sul sopracciglio sinistro. Ha una forte rivalità anche con Hino Ken, un vecchio amico di Ryuji, con cui ha avuto numerosi scontri. A causa della faida tra lui e ed Hino, che in seguito coinvolgerà anche i gruppi che i due comandano, si vengono a creare tensioni anche tra Eikichi e Ryuji. È tra i più fedeli al duo Oni-Baku e combatte sempre chiunque ne parli male, ma la sua fedeltà in buona parte è rivolta a Eikichi. Monta una Kawasaki Zephyr 400.
Viene introdotto nel capitolo 79 del manga.

## Yui Itou
Yui Itou (伊藤唯?, Itō Yui): è una studentessa dello Tsujido e compagna di classe di Eikichi, Ryuji e Tsukai. Trova tutti i suoi compagni di classe dei maniaci ad eccezione di Tsukai, con cui stringerà una profonda amicizia, e di Eikichi, di cui è innamorata. Nonostante cerchi in ogni modo di avvicinarlo e fargli capire i suoi sentimenti, Eikichi si concentra solo su altre ragazze. Dopo aver capito i sentimenti di Tsukai per lei, si fidanzerà con quest'ultimo. Ha ottime doti culinarie.
Viene introdotta nel capitolo 25 del manga e nell'episodio 2 dell'OAV.

## Hiroshi Abe
Hiroshi Abe (阿部寛?, Abe Hiroshi): proveniente da Iwamisawa in Hokkaidō, Abe è uno studente dello Tsujido ed appare come un donnaiolo incallito, facendo colpo sulle ragazze con i suoi vestiti costosi e mostrando sicurezza irritando continuamente gli Oni-Baku, che cercheranno di persuaderlo a svelare i suoi segreti. Si unisce alla banda, e si dimostra un amico leale in numerose situazioni, come nell'affare con i Midnight Angels o nello scontro con Kamata e Saejima. Guida una Honda CBX 1000.
Viene introdotto nel capitolo 8 del manga e nell'episodio 2 dell'OAV.

## Akira Takezawa
Akira Takezawa (武沢明?, Takezawa Akira): è stato il leader della terza generazione degli Idaten ed ex-ragazzo di Shinomi Fujisaki. Dopo aver scoperto che la sua ragazza si è innamorata di uno studente dello Tsujido, decide, a causa del suo dovere di capo della banda, di applicare la legge che vige tra gli Idaten: praticare uno stupro di gruppo ai danni della ragazza del capo da tutti i membri della banda. Poco prima dell'atto, Takezawa ed i membri della gang vengono affrontati da Eikichi che li sconfigge. Dopo lo scontro con Eikichi finisce in ospedale e qui decide di abbandonare Shōnan e gli Idaten e rompere con Shinomi. La sua banda cade sotto il controllo di Akutsu e dei Midnight Angels, ma ritorna per reclamare la sua leadership e infatti, malgrado gli ordini di Akutsu, la banda non attaccherà Takezawa. Apparirà in seguito quando Eikichi si trova una fidanzata chiamata Misato Hazuki, riconoscendola come un ex-membro degli Idaten, nonostante ora sia molto diversa da com'era in passato.
Viene introdotto nel capitolo 82 del manga.

## Fumiya Shindoji
Fumiya Shindoji (神堂寺郁也?, Shindōji Fumiya): è uno studente del primo anno del Kyokuto e boss dell'intero istituto dopo l'abbandono degli Oni-Baku. Inoltre è il fratello minore del defunto fidanzato di Ayumi, che ritiene una traditrice per aver insultato la memoria del fratello per essersi innamorata di un'altra persona. Fumiya desidera distruggere la sua nuova relazione con Ryuji, rapendo la professoressa e convincendo il ragazzo a partecipare ad una gara motociclistica, dopo aver sabotato la moto di Ryuji, ma viene salvato da quest'ultimo dopo essersi scontrato con un camion durante la corsa. Dopo la sconfitta chiederà perdono a Ryuji e Ayumi per il suo comportamento. Guida una V-MAX.
Viene introdotto nel capitolo 40 del manga.

## Junya Akutsu
Junya Akutsu (阿久津淳也?, Akutsu Jun'ya): è il secondo leader dei Midnight Angels, Akutsu era un amico e kohai di Kyousuke Masaki e rivale di Eikichi, del quale era geloso a causa del rapporto tra l'Oni-Baku ed il capobanda. Dopo un periodo trascorso in un carcere minorile, riappare con il progetto di riportare i Midnight Angels alla grandezza di un tempo come banda più forte di Shōnan, con gli altri gruppi della zona sotto il suo controllo. È inoltre la causa della seconda personalità di Nagisa, che ha rapito e violentato per giorni prima del suo arresto, la quale lo ritiene il suo fidanzato e compiendo ogni suo volere. Akutsu ama giocare col fuoco, ed è stato lui a provocare a Toshiki Kamishima dei Satsuriku Butai (Butcher Fighting Gang) le gravi bruciature sul suo corpo quando entrambi erano ancora membri della seconda generazione dei Midnight Angels. Sfida prima Ryuji e poi Eikichi in diverse gare per guadagnarsi la giacca (ereditata da Eikichi) che portava Masaki durante le loro corse clandestine: prima sconfigge Ryuji ma in seguito viene battuto durante una corsa da Eikichi. Dopo un altro periodo in carcere, durante il quale conosce Fumiya, ritorna a Shōnan dove assiste gli Oni-Baku in diverse occasioni. Monta una Kawasaki FX.
Viene introdotto nel capitolo 95 del manga e nell'episodio 4 dell'OAV.

## Toshiki Kamishima
Toshiki Kamishima (神島俊生?, Kamishima Toshiki): precedentemente membro della seconda-generazione dei Midnight Angels, è diventato il leader dell'Armata del Massacro di Kamakura. Kamishima ha guidato l'Armata contro il suo nemico Junya Akutsu, che causò le cicatrici sul suo viso e sul suo corpo dandogli fuoco con la benzina durante un combattimento per il controllo di Shōnan. Si mette contro anche gli Oni-Baku. Viene sconfitto nuovamente da Akutsu, e più tardi arrestato per un'esplosione che provoca lui stesso. Sarà successivamente internato in un istituto, guarito dalle ferite ma con le cicatrici delle ustioni ancora evidenti e con un comportamento non del tutto sano di mente.
Viene introdotto nel capitolo 94 del manga e nell'episodio 4 dell'OAV.

## Natsuki Smith-Mizuki
Natsuki Smith-Mizuki (水樹・スミス・夏希?): conosciuto anche col nome "Shinigami" (dio della morte) per il modo innaturale e terrificante con cui combatte, Natsu è per metà americano ed era il miglior amico di Jun Kamata quando erano bambini, finché sua sorella maggiore Fuyuka si suicidò, dopo essere stata violentata da una banda di teppisti. Natsu cercò di farsi vendetta da solo, ma preoccupato Jun andò a chiamare alcuni adulti che lo aiutarono a cercarlo e che lo portarono via, mentre chiamava il suo amico "traditore". Qualche anno più tardi, Natsu ricompare uccidendo chiunque si trovi sulla sua strada, guadagnandosi l'odio della Cavalleria di Yokohama. Durante lo scontro tra gli Oni-Baku e la Cavalleria, interviene nello scontro ma viene ucciso da un colpo di pistola alla schiena di Nakagaki mentre stava aiutando Kamata. Chiede, in punto di morte, all'amico Kamata di realizzare il sogno che avevano da bambini di andare in America e creare una band.
Viene introdotto nel capitolo 129 del manga.

## Junji Kashiya
Junji Kashiya (柏屋ジュンジ?, Kashiwa Junji): è il leader della banda Blue Rose e studente dell'Enoshima, è molto amico di Kunito Nakajo. Ha sotto il suo controllo numerose bande, tra cui DOA e gli Idaten, aspirando al controllo dell'intera zona di Yokohama. Ha un interesse particolare per gli Oni-Baku, che reputa gli unici che possano frapporsi tra lui ed il controllo della prefettura, ed è lui a sguinzagliare contro il duo Joey. Viene visto fumare in ogni apparizione.
Viene introdotto nel capitolo 165 del manga.

## Joey
Joey (ジョーイ?, Jōi): è il leader della banda dei DOA, che opera in coalizione con i Blue Rose di Junji Kashiya. Joey è incapace di provare dolore a causa delle medicine che prende per curarsi ed a causa di questo tenterà sempre atti quasi letali, come schivare un treno che sta arrivando in stazione all'ultimo secondo. Aveva una ragazza di nome Yoko, che morì tragicamente, e questo ricordo non fa che ossessionarlo. Joey si mette contro gli Oni-Baku a causa di una scommessa fatta con Kashiya, partecipando ad una corsa in moto contro Onizuka, dove alla fine cade e finisce in mare. Suo fratello lo salva e lui sembra capire i suoi errori e decide di tornare in ospedale a farsi curare.
Viene introdotto nel capitolo 188 del manga.

## Kunito Nakajo
Kunito Nakajo (仲条國士?, Nakajō Kunito): è uno studente della scuola superiore di Enoshima e leader della vecchia fazione di Enoshima dei Midnight Angels, Nakajo ora è il principale leader di tutte le bande della scuola. Nakajo ha numerose piccole cicatrici in faccia e sul corpo, ha i capelli lunghi raccolti in una coda di cavallo e lavora in una stazione di benzina. In passato gli Oni-Baku sconfissero la sua intera banda, per questo c'è tensione tra loro, ma Nakajo è un utile alleato in diversi conflitti, come contro la Cavalleria di Yokohama e Atsuki Yagyou. Malgrado i continui contrasti tra gli studenti di Enoshima e Tsujido, Nakajo rimane in disparte in buona parte dei combattimenti finché alla fine non sfida Eikichi in uno scontro uno contro uno per stabilire una volta per tutte il vero capo di Shōnan, ma lo scontro non verrà concluso. Nakajo se ne va in giro con una coupé lussuosa, sempre accompagnato dal compagno Akimitsu Tamura.
Viene introdotto nel capitolo 114 del manga e nell'episodio 5 dell'OAV.

## Mafuyu Aoki
Mafuyu Aoki (蒼樹真冬?, Aoki Mafuyu): è un surfista che incontra gli Oni-Baku mentre tenta di cavalcare un'onda sulla spiaggia di Shōnan, entrando subito nel gruppo di amici degli Oni-Baku. Prende in giro continuamente Onizuka e non perde occasione per metterlo in imbarazzo, in quanto gli ricorda il fratello morto nel tentativo di cavalcare un'enorme onda. Ha il corpo abbronzato ricoperto di cicatrici e svolge diversi lavori insoliti. Il suo più grande sogno è riuscire a domare Aileen, l'onda che uccise il fratello.
Viene introdotto nel capitolo 214 del manga.

## Nao Kadena
Nao Kadena (嘉手納南風?, Kadena Nao): ex-corridore automobilistico nelle gare su strada, Kadena è una insegnante dello Tsujido chiamata a sostituire Nanno. Sfrutta la sua bellezza e false promesse sessuali per indurre i suoi studenti maschi a studiare, e incita le ragazze facendole conoscere i suoi ex-alunni, ora affascinanti studenti universitari. Si sente responsabile del suo giovane fratello Kazuhiko che è in coma da quattro anni, dopo essersi schiantato con la sua auto durante una corsa contro la sorella. Onizuka cerca di stimolarla ad abbandonare il passato sfidandola in una corsa. Più tardi cercherà di aiutare Shinomi a confessare il suo amore per Eikichi, ma con scarsi risultati.
Viene introdotto nel capitolo 229 del manga e nell'episodio 5 dell'OAV.

## Masami Sato
Masami Sato (佐藤昌美?, Sato Masami): proprietario di un'officina ed ex-membro dei Midnight Angel, è molto amico di Eikichi e Ryuji. È lui che si occupa di riparare le moto dei due giovani, oltre che a custodire la moto del suo vecchio capo, la Z2 di Masaki, ora di proprietà di Eikichi.
Viene introdotto nel capitolo 20 del manga e nell'episodio 2 dell'OAV.

## Youkou Minamino
Youkou Minamino (南野用高?, Minamino Yōkō): conosciuto anche come Nanno, viene assunto come insegnante per mettere in riga gli studenti più problematici. Ha l'aspetto di uno yakuza, è molto alto e con una forza fisica elevata tanto da venire definita come disumana. Viene affrontato da Ryuji che si rifiuta di farsi comandare da lui a differenza dei suoi compagni di classe ma, prima dello scontro, Eikichi, Abe e Saejima scoprono però che Nanno ha il complesso della lolita e lo ricattano, dicendo che avrebbero sparso la voce se non avesse fatto vincere Ryuji. Nanno perde volontariamente lo scontro e viene costretto a diventare lo schiavo degli Oni-Baku. Abbandona la scuola dopo aver combattuto con Kiwamezawa e cercato di scappare dalla polizia.
Viene introdotto nel capitolo 75 del manga.

## Ashura Sakaki
Ashura Sakaki (榊阿修羅?, Sakaki Ashura): Sakaki si trasferisce allo Tsujido dalla Asahikawa Nanryo in Hokkaidō e si autodefinisce "Il generale del Nord", "Il Re Demone del Mare del Nord". Sembra insensibile al dolore, riuscendo a subire numerosi colpi senza che sembrano aver effetto: suo padre era infatti un famoso pugile, e sembra che suo figlio abbia ereditato la capacità di assorbire i danni dei colpi. In apparenza sembra sconfiggere Onizuka e Tsukai, e così Katsuyuki con Tamura cercano di prendersi la vendetta contro Ashura. Quando si stanno confrontando con lui, un'enorme banda di studenti della Asahikawa Nanryo, guidata da Higashida, arriva e nonostante sembri all'apparenza agli ordini di Sakaki, in realtà è arrivata apposta per pestarlo e far capire a tutti che è uno che si vanta e basta.
Viene introdotto nel capitolo 160 del manga.

## Akimitsu Tamura
Akimitsu Tamura (田村亜希光?, Tamura Akimitsu): è il secondo in comando dell'Armata del Massacro di Kamakura sotto Toshiki Kamishima, che aiuta nel riprendere il controllo dei Midnight Angels. Durante questo periodo si accende la rivalità con Katsuyuki Tsumoto ed i due si sfidano in numerose occasioni. In seguito alla distruzione dell'Armata ed all'arresto di Kamishima, diverrà il braccio destro di Nakajo e continuando a mostrare il suo odio verso Katsuyuki.
Viene introdotto nel capitolo 93 del manga.

## Saya Minazuki
Saya Minazuki (水無月沙也?, Minazuki Saya): è la leader delle ragazze della Enbutou gang, nella coalizione con i Blue Rose. Saya incontra Eikichi mentre lui e la sua banda stanno scappando dalla polizia dopo il combattimento con Joey. In seguito lo reincontra mentre il ragazzo sta comprando della birra e dei porno, e i due chiacchierano. Dopo la gara in moto contro Joey, Saya tenta di sedurre Eikichi per conquistare l'intera nazione, litigando e combattendo poi con Shinomi. Appare nuovamente durante lo scontro tra Eikichi e Nakajo e tra Eikichi e Ryuji come spettatrice.
Viene introdotta nel capitolo 195 del manga.

## Hazuki Misato
Hazuki Misato (葉月ミサト?, Misato Hazuki): Misato incontra per caso Eikichi, che era stato appena ingannato da un gruppo di ragazze che l'hanno mollato per fargli pagare il conto, in un club karaoke. Passano del tempo insieme ed i due sviluppano dei sentimenti l'uno per l'altra. La ragazza accetta di fare sesso con lui, ma Onizuka alla fine si tira indietro perché vorrebbe che la sua prima volta fosse fatta con sentimento (mentre Misato non sembra coinvolta). La ragazza, per farsi perdonare per il suo comportamento freddo, cucina per lui e accetta di vedersi ancora. I due vengono visti da Shinomi e Takezawa, e lui la riconosce come ex-membro della sua banda, ma in passato era un ragazzo. Quando Misato svela il suo segreto a Eikichi, ne rimane sconvolto. Nonostante abbia proposto ad Eikichi di partire con lei per Kichijoji, Misato deciderà di lasciare Eikichi quando nota che il ragazzo si è presentato in stazione per partire con lei.
Viene introdotta nel capitolo 244 del manga.

## Kyosuke Masaki
Kyosuke Masaki (真樹 京介｜Masaki Kyōsuke?): il leader originale della prima generazione dei Midnight Angels ed idolo di Eikichi Onizuka e Ryuji Danma, è il leggendario motociclista ritenuto il più veloce di Yokohama in sella alla sua Z2. La sua giacca e la sua moto sono passate, dopo la sua morte, a Onizuka, col desiderio che i Midnight Angels si sciolgano e non corrano mai più per le strade di Shōnan. Dopo lo scontro con Junya Akutsu, Onizuka decide di bruciare la sua giacca in suo onore e per impedire altri scontri per il suo possesso. Non viene mai mostrato in volto. Si dice sia morto in un incidente a causa di un malfunzionamento dei freni della sua moto, forse non accidentale.
Viene introdotto nel capitolo 95 del manga e nell'episodio 4 dell'OAV.